# Campionat d'escacs de Suècia
El Campionat d'escacs de Suècia és organitzat anualment per la Sveriges Schackförbund, la federació sueca d'escacs, per determinar el campió nacional.
El primer campió fou Gustaf Nyholm qui va guanyar dos matxs contra els guanyadors dels torneigs nacionals: Berndtsson a Göteborg i Löwenborg a Estocolm, el 1917. Fins al 1931 el campionat es decidí en un matx. Els anys 1930, Gideon Ståhlberg va ostentar el títol a despit dels resultats dels campionats nacionals. Des de 1939, el campionat es decideix oficialment en el torneig nacnional.

## Matxs (Campions oficials)
| Any  | Lloc     | Resultat                                 |
| ---- | -------- | ---------------------------------------- |
| 1917 | Estocolm | Otto Löwenborg 3 – Anton Olson 2         |
| 1917 | Göteborg | Gustaf Nyholm 3.5 – Karl Berndtsson 1.5  |
| 1917 | Estocolm | Gustaf Nyholm 4 – Otto Löwenborg 1       |
| 1919 | Estocolm | Gustaf Nyholm 2.5 – Arthur Håkansson 2.5 |
| 1919 | Estocolm | Gustaf Nyholm 3.5 – Anton Olson 1.5      |
| 1921 | Göteborg | Gustaf Nyholm 2.5 – Allan Nilsson 2.5    |
| 1921 | Göteborg | Anton Olson 3 – Gustaf Nyholm 2          |
| 1921 | Göteborg | Gustaf Nyholm 3.5 – Anton Olson 1.5      |
| 1924 | Göteborg | Allan Nilsson 3 – Gustaf Nyholm 1        |
| 1927 | Göteborg | Allan Nilsson 2.5 – Gösta Stoltz 2.5     |
| 1929 | Göteborg | Gideon Ståhlberg 3 – Allan Nilsson 0     |
| 1931 | Göteborg | Gideon Ståhlberg 3 – Gösta Stoltz 3      |

## Torneigs (no campions)
| Any  | Lloc        | Campió                                                  |
| ---- | ----------- | ------------------------------------------------------- |
| 1917 | Estocolm    | Otto Löwenborg Anton Olson                              |
| 1918 | Göteborg    | Karl Berndtsson                                         |
| 1919 | Malmö       | Anton Olson                                             |
| 1920 | Eskilstuna  | Karl Berndtsson                                         |
| 1921 | Jönköping   | Karl Berndtsson Gustaf Nyholm                           |
| 1922 | Gävle       | Arthur Håkansson                                        |
| 1923 | Uppsala     | Allan Nilsson Anton Olson                               |
| 1924 | Norrköping  | Karl Olson                                              |
| 1925 | Trollhättan | Olof Kinnmark                                           |
| 1926 | Karlstad    | Karl Berndtsson                                         |
| 1927 | Örebro      | Gösta Stoltz Gideon Ståhlberg                           |
| 1928 | Hälsinborg  | Gösta Stoltz                                            |
| 1929 | Västerås    | Einar Pettersson                                        |
| 1931 | Uddevalla   | Erik Lundin                                             |
| 1932 | Karlskrona  | Erik Lundin Gideon Ståhlberg                            |
| 1933 | Lund        | Nils Bergkvist Gösta Danielsson G. Forhaug Gunnar Skarp |
| 1934 | Falun       | Erik Lundin                                             |
| 1935 | Härnösand   | Gösta Stoltz John B. Lindberg                           |
| 1936 | Borås       | Ernst Larsson                                           |
| 1937 | Estocolm    | Ragnar Pettersson                                       |
| 1938 | Kalmar      | Erik Lundin                                             |

## Torneigs (campions oficials)

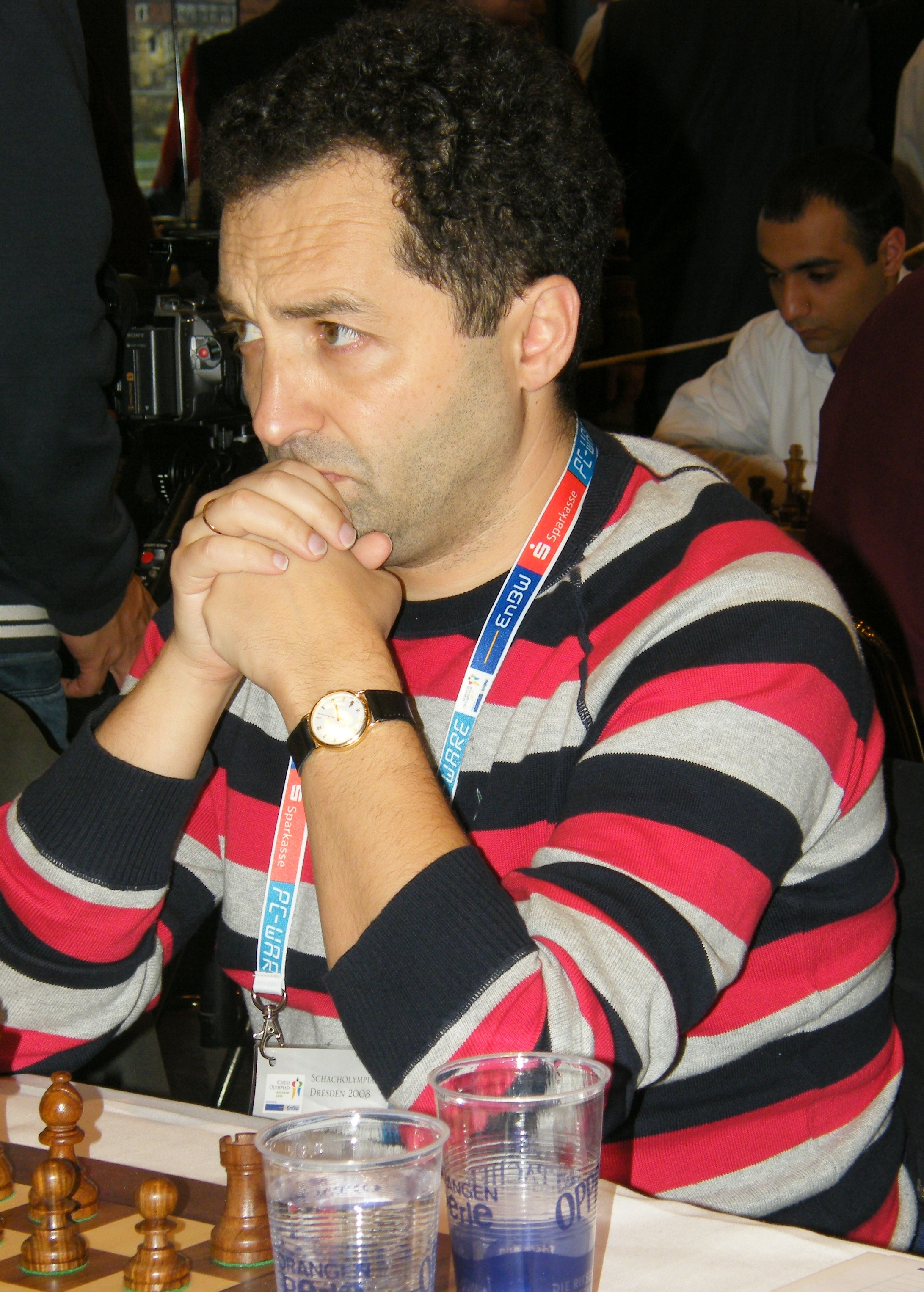
GM Evgeni Agrest, 4 cops campió suec

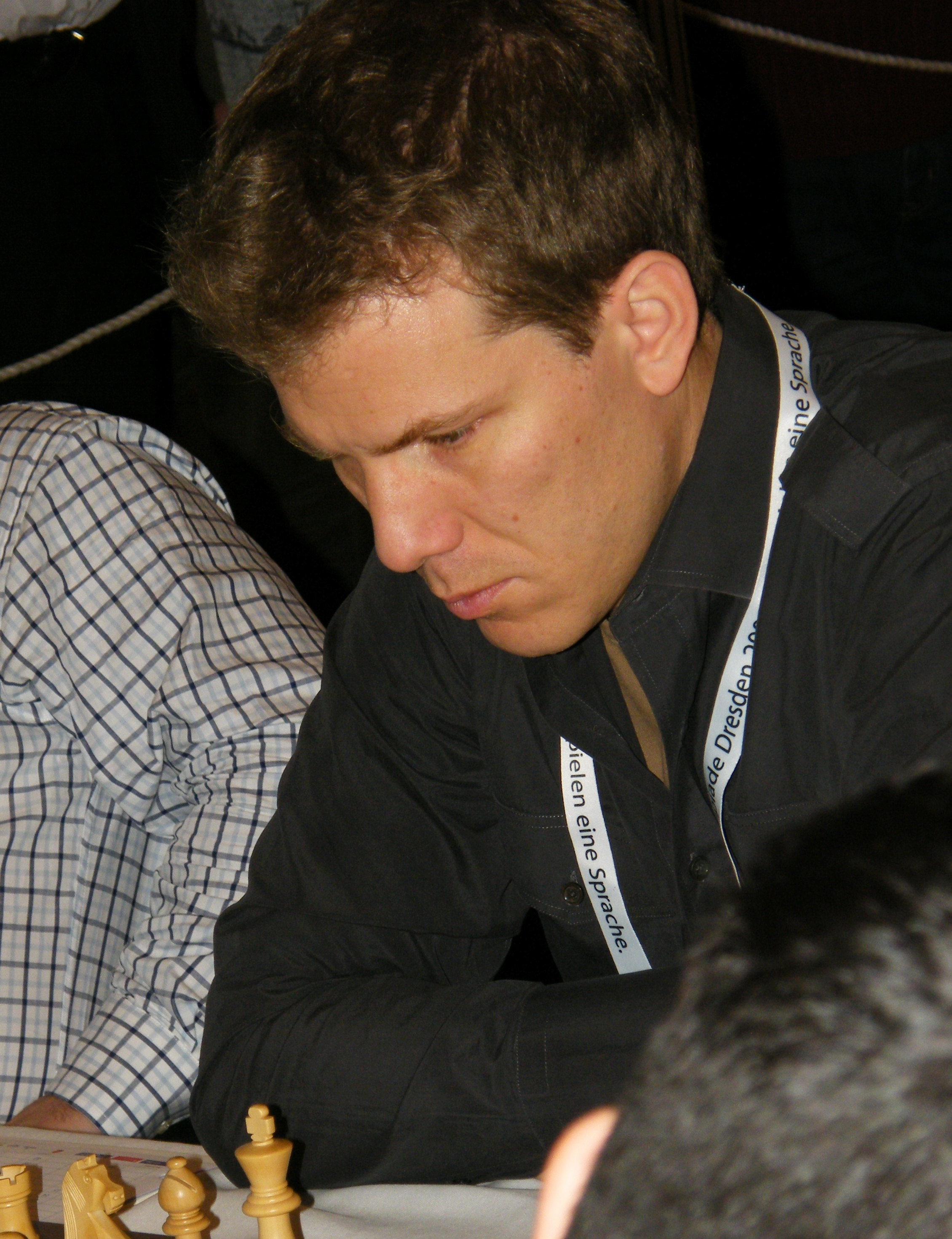
GM Tiger Hillarp Persson, 2 cops campió suec

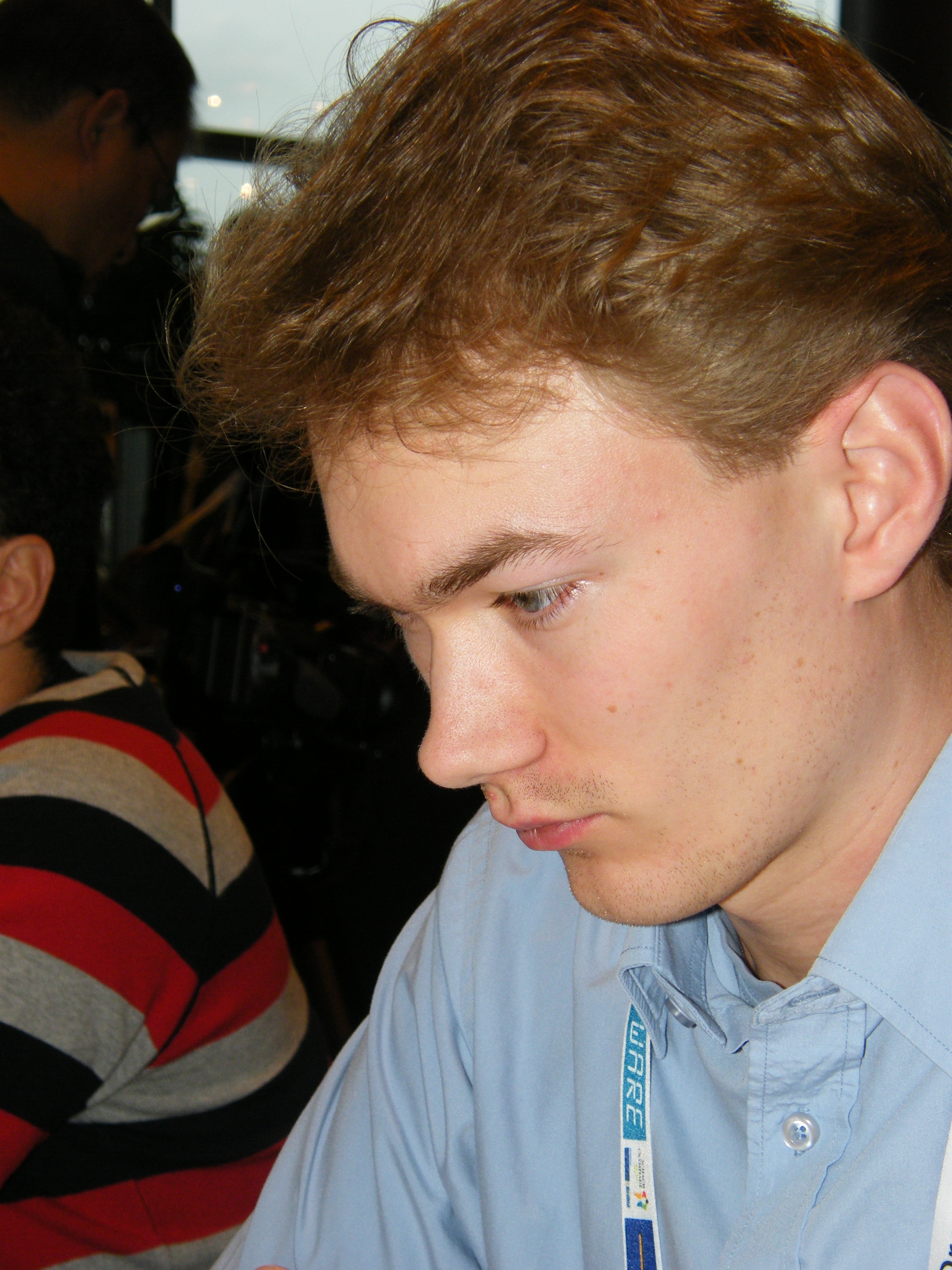
GM Emanuel Berg, 2 cops campió suec

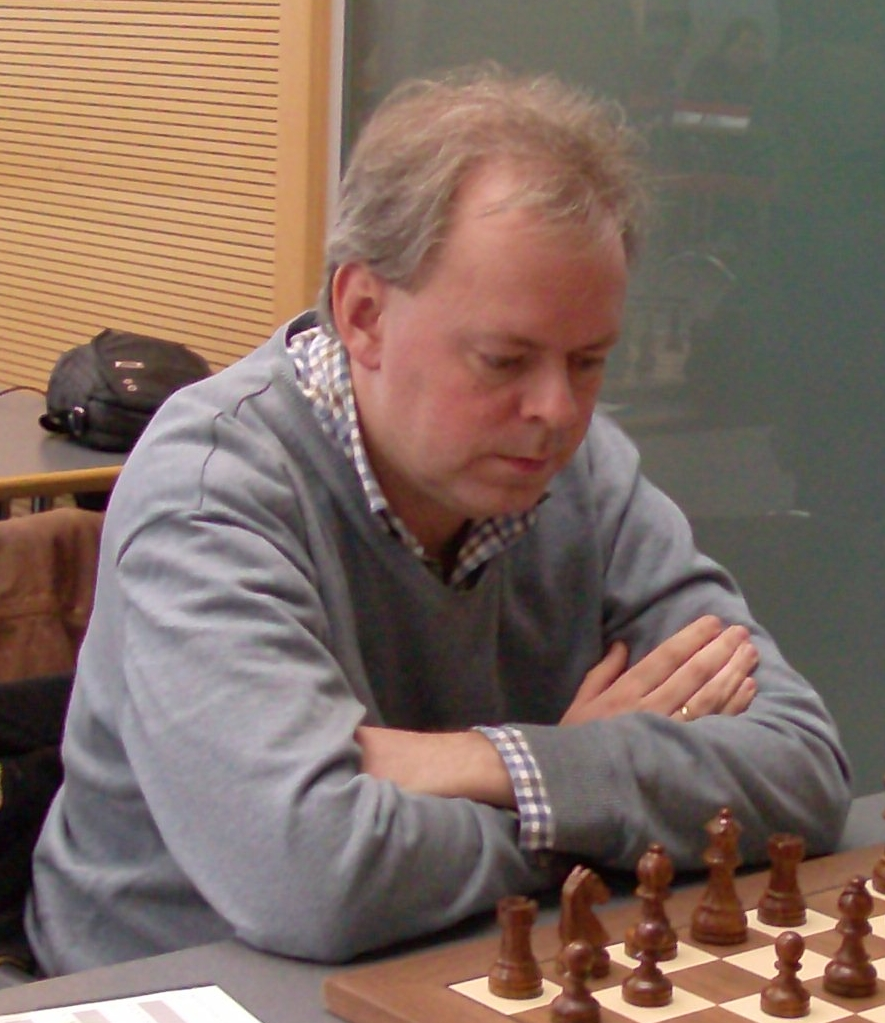
GM Jonny Hector, 2 cops campió suec

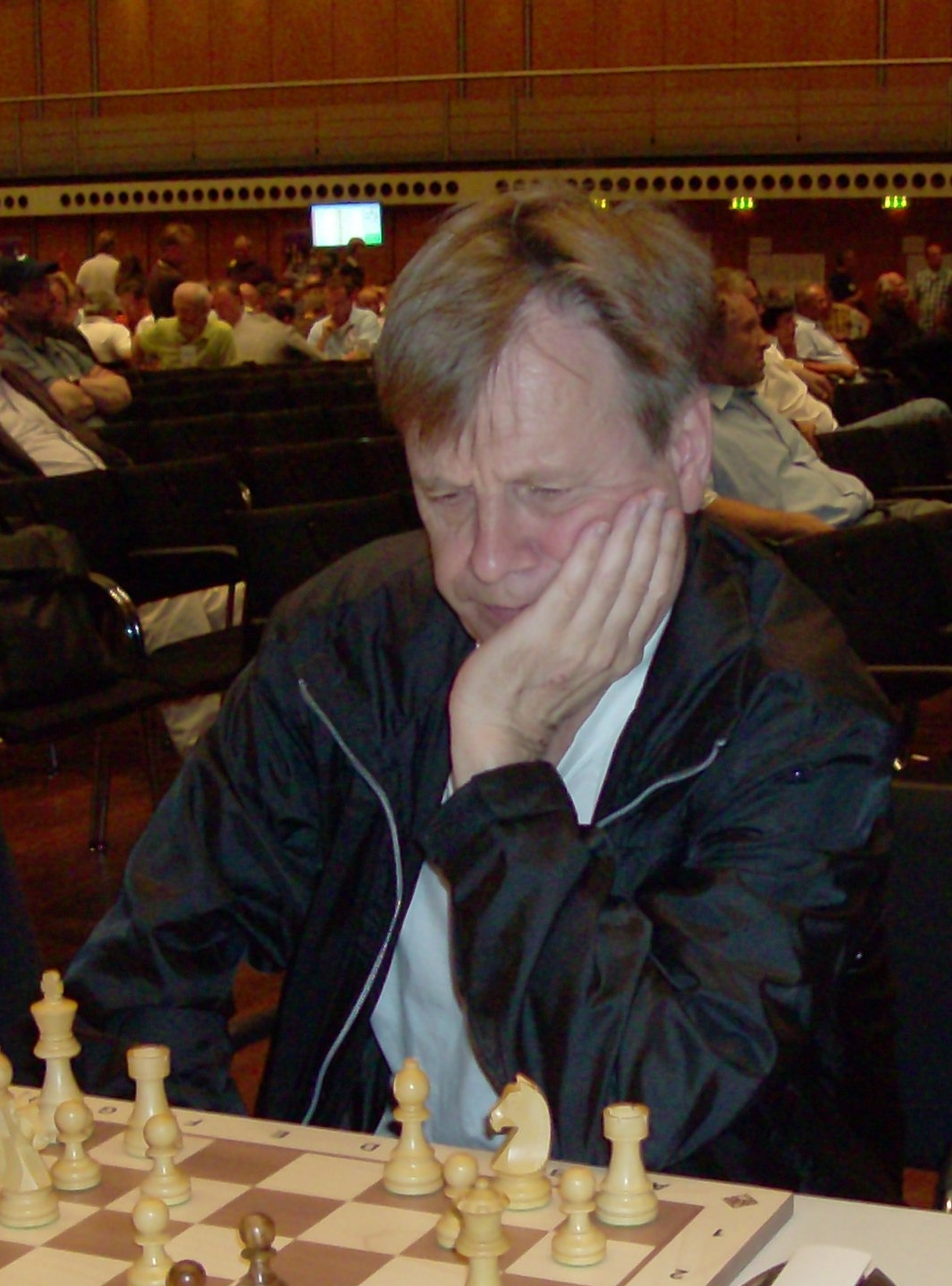
GM Ulf Andersson, 1 cop campió suec

| Any  | Lloc         | Campió                             |
| ---- | ------------ | ---------------------------------- |
| 1939 | Estocolm     | Gideon Ståhlberg                   |
| 1941 | Göteborg     | Erik Lundin                        |
| 1942 | Ostersund    | Erik Lundin                        |
| 1943 | Malmö        | Bengt Ekenberg                     |
| 1944 | Lidköping    | Stig Lundholm                      |
| 1945 | Visby        | Erik Lundin                        |
| 1946 | Motala       | Erik Lundin                        |
| 1947 | Estocolm     | Folke Ekström                      |
| 1948 | Sundsvall    | Folke Ekström                      |
| 1949 | Eskilstuna   | Kristian Sköld                     |
| 1950 | Kristianstad | Kristian Sköld                     |
| 1951 | Halmstad     | Gösta Stoltz                       |
| 1952 | Hålland      | Gösta Stoltz                       |
| 1953 | Örebro       | Gösta Stoltz                       |
| 1954 | Hälsingborg  | Bengt-Eric Hörberg                 |
| 1955 | Södertälje   | Gösta Danielsson                   |
| 1956 | Borås        | Åke Stenborg                       |
| 1957 | Estocolm     | Zandor Nilsson                     |
| 1958 | Växjö        | Inge Johansson                     |
| 1959 | Västerås     | Kristian Sköld                     |
| 1960 | Kiruna       | Erik Lundin                        |
| 1961 | Avesta       | Erik Lundin                        |
| 1962 | Örnsköldsvik | Bengt Ekenberg                     |
| 1963 | Karlskrona   | Kristian Sköld                     |
| 1964 | Göteborg     | Erik Lundin                        |
| 1965 | Falköping    | Zandor Nilsson                     |
| 1966 | Malmö        | Martin Johansson                   |
| 1967 | Estocolm     | Rolf Martens                       |
| 1968 | Norrköping   | Börje Jansson                      |
| 1969 | Sundsvall    | Ulf Andersson                      |
| 1970 | Nässjö       | Börje Jansson                      |
| 1971 | Eskilstuna   | Sven Malmegren                     |
| 1972 | Skellefteå   | Axel Ornstein                      |
| 1973 | Bollnäs      | Axel Ornstein                      |
| 1974 | Lund         | Magnus Wahlbom                     |
| 1975 | Göteborg     | Axel Ornstein                      |
| 1976 | Motala       | Harry Schüssler                    |
| 1977 | Estocolm     | Axel Ornstein                      |
| 1978 | Degerfors    | Nils Gustav Renman Harry Schüssler |
| 1979 | Borås        | Lars-Åke Schneider                 |
| 1980 | Luleå        | Nils-Gustav Renman                 |
| 1981 | Ystad        | Dan Cramling                       |
| 1982 | Gävle        | Lars-Åke Schneider                 |
| 1983 | Karlskrona   | Lars-Åke Schneider                 |
| 1984 | Linköping    | Axel Ornstein                      |
| 1985 | Uppsala      | Ralf Åkesson                       |
| 1986 | Malmö        | Lars-Åke Schneider                 |
| 1987 | Estocolm     | Axel Ornstein                      |
| 1988 | Norrköping   | Axel Ornstein                      |
| 1989 | Sundsvall    | Jan Johansson                      |
| 1990 | Göteborg     | Michael Wiedenkeller               |
| 1991 | Helsingborg  | Stellan Brynell                    |
| 1992 | Borlänge     | Lars Karlsson                      |
| 1993 | Lindesberg   | Thomas Ernst                       |
| 1994 | Haparanda    | Richard Wessman                    |
| 1995 | Borlänge     | Lars Degerman                      |
| 1996 | Linköping    | Robert Åström                      |
| 1997 | Haninge      | Lars Degerman                      |
| 1998 | Ronneby      | Evgeny Agrest                      |
| 1999 | Lidköping    | Ralf Åkesson                       |
| 2000 | Örebro       | Tom Wedberg                        |
| 2001 | Linköping    | Evgeny Agrest                      |
| 2002 | Skara        | Jonny Hector[3]                    |
| 2003 | Umeå         | Evgeny Agrest                      |
| 2004 | Göteborg     | Evgeny Agrest                      |
| 2005 | Göteborg     | Stellan Brynell                    |
| 2006 | Göteborg     | Johan Hellsten                     |
| 2007 | Estocolm     | Tiger Hillarp Persson              |
| 2008 | Växjö        | Tiger Hillarp Persson              |
| 2009 | Kungsor      | Emanuel Berg[4][5][6]              |
| 2010 | Lund         | Emanuel Berg[7]                    |
| 2011 | Vasteras     | Hans Tikkanen[8]                   |
| 2012 | Falun        | Hans Tikkanen[9]                   |
| 2013 | Orebro       | Hans Tikkanen[10]                  |
| 2014 | Borlange     | Daniel Semcesen                    |
| 2015 | Sunne        | Nils Grandelius[11]                |
| 2016 | Uppsala      | Erik Blomqvist[12]                 |
| 2017 | Estocolm     | Hans Tikkanen                      |
| 2018 | Ronneby      | Hans Tikkanen                      |
| 2019 | Eskilstuna   | Erik Blomqvist                     |
| 2021 | Helsingborg  | Jung Min Seo                       |
| 2022 | Uppsala      | Jonny Hector                       |
| 2023 | Helsingborg  | Vitalij Sivuk                      |

## Campions suecs d'escacs per correspondència
1. Bertil Sundberg (1938-1939)
2. Hilding Brynhammar (1940-1941)
3. Folke Ekström (1941-1942)
4. Harald Malmgren (1942-1943)
5. Bertil Sundberg (1943-1944)
6. Hilding Brynhammar (1944-1945)
7. Ake Lundqvist (1945-1946)
8. Bertil Sundberg (1947-1948)
9. Stig Lundholm (1948-1949)
10. Martin Johansson (1949-1950)
11. Olle Smith (1950-1951)
12. Gunnar Eidenfeldt (1951-1952)
13. Egon Arvidsson (1952-1953)
14. Manne Joffe (1954-1955)
15. Willy Pettersson (1955-1956)
16. Olle Smith (1956-1957)
17. Bertil Wikström (1957-1958)
18. Bertil Andersson (1958-1959)
19. Harry Ahman (1959-1960)
20. Thore Nättorp (1960-1961)
21. Harry Ahman (1961-1962)
22. Martin Johansson (1962-1963)
23. John Ljungdahl (1963-1964)
24. Folke Ekström (1964-1965)
25. Artur Mellgren (1965-1966)
26. Eric Nordström (1966-1967)
27. Hans Ek (1967-1968)
28. Bertil Wiström (1968-1969)
29. Harry Runström (1969-1970)
30. Bertil Wikström (1970-1971)
31. Folke Eström (1971-1972)
32. Arne Bryntse (1972-1973)
33. Rune Averby (1973-1974)
34. Bo Hernod (1974-1975)
35. Eric Nordström (1975-1976)
36. Bengt Hammar (1976-1977)
37. Ulf Svensson (1977-1978)
38. Ingemar Schütz (1978-1979)
39. Taisto varjomaa (1979-1980)
40. Hasse Mineur (1980-1981)
41. Bertil Wiström (1981-1982)
42. Thomas Welin (1982-1983)
43. Pavel Lacko (1983-1984)
44. Hakan Rothen (1984-1985)
45. Lars Enterfeld (1985-1986)
46. Matts Andersson (1986-1987)
47. Lennart Rydholm (1987-1988)
48. Johnny Becker (1988-1990)[13]
49. Stefan Winge (1989-1991)[14]
50. Rune Holmberg (1990-1992)[15]
51. Mats Lindgren (1991-1993)[16]
52. Robert Callergard (1992-1994)[17]
53. Franko Lukez (1993-1995)[18]
54. Arne Bjuhr (1994-1996)[19]
55. Daniel Ronneland (1995-1997)[20]
56. Niclas Hjelm (1996-1998)[21]
57. Rune Degerhammar (1997-2000)[22]
58. Conny Persson (1999-2001)[23]
59. Dan Olofson (2001-2003)[24]
60. Sebastian Nilsson (2003-2005)[25]
61. Bo Lindström (2005-2008)[26]
62. Eric Bagger (2007-2010)[27]
63. Björn Fagerström (2009-2011)[28]
64. Ludvig Sandström (2011-2013)[29]
65. Leif Rosén (2013-2015)[30]
66. Sonny Colin (2015-2017)[31]